# پل لیند
پل لیند (انگلیسی: Paul Lynde; ۱۳ ژوئن ۱۹۲۶ – ۱۱ ژانویهٔ ۱۹۸۲) کمدین، بازیگر و خواننده اهل ایالات متحده آمریکا بود.
از فیلم‌ها یا برنامه‌های تلویزیونی که در آن نقش داشته‌است می‌توان به برایم گلی نفرست، افسونگر، شرور، زیر درخت یوم یوم و پتوی ساحل بینکو اشاره کرد.